# Works Progress Administration
La Works Progress Administration o WPA era la principal agencia instituida en el marco del New Deal. Se creó el 6 de mayo de 1935 por una orden presidencial (lo financió el Congreso, pero no lo estableció). La misión del WPA era dar empleo a millones de desempleados a lo largo de Estados Unidos, con el fin que ejecutasen programas de obras públicas.

## Descripción
El WPA empleaba millones de estadounidenses creando puestos de trabajo de modo temporal, y su influencia se extendía a la casi totalidad de las localidades, esencialmente en las regiones montañosas y rurales del oeste de país. 
El WPA completó el Federal Emergency Relief Administration establecida bajo la presidencia de Hoover, y mantenida bajo el mandato de Franklin Roosevelt. Bajo la dirección de Harry Hopkins, el WPA tenía por objetivo proporcionar empleos y rentas a los parados, víctimas de la Gran Depresión, ejecutando obras públicas de modo temporal. 
En el marco de la política de grandes trabajos de servicio público, el programa contribuyó a la construcción de numerosos edificios públicos, de carreteras, y dirigió numerosos proyectos en los campos del arte, la comedia y la literatura. El WPA permitió por otro lado alimentar niños, redistribuir comida, y prendas de vestir, así como proveer de alojamientos a trabajadores migrantes pobres.
Un aspecto esencial del WPA era que este programa gubernamental determinaba la ejecución de obras públicas pagadas directamente por el gobierno federal (sea mediante los gobiernos estaduales o directamente), y para ello ofrecía entrenamiento y capacitación a personas que carecían de habilidades laborales previas. Esto generaba la antipatía de los grandes empresarios que perdían la ocasión de contratar con el gobierno federal y así ganar dinero mediante la ejecución directa de obras públicas, en vez de competir con el WPA financiado por el propio gobierno.
Debido a que estaba dirigido hacia una masa de desempleados que a veces carecían de toda experiencia laboral previa (por ejemplo, amas de casa y estudiantes recién graduados), el WPA funcionaba, en paralelo, como un centro de enseñanza de destrezas laborales. Esto causó que dicho programa se ganase la enemistad también de los sindicatos, en tanto el WPA generaba una gran cantidad de personas como mano de obra capacitada, impidiendo así que los sindicatos presionaran por mayores salarios y beneficios debido a la abundancia de trabajadores disponibles en el mercado. 
Gracias a que su mano de obra abarcaba a grandes masas de la población, el WPA hizo construir o renovar 110000 escuelas, estaciones, oficinas de correos; 100000 puentes y 800000 km de carreteras fueron remozadas. Aun así el WPA fue constantemente acusado de ineficiencia al administrar recursos públicos, de contratar más trabajadores de los realmente necesarios (reclutando personas poco capacitadas de forma indiscriminada), o de operar con maliciosa lentitud para mantener la fuente de salarios abonados por el gobierno, mientras sátiras de la época censuraban la presunta baja productividad y pereza de los trabajadores sujetos al WPA, o el hecho que, supuestamente, cualquier individuo (capacitado o no)podría obtener un trabajo gracias al WPA. 
Otros cuestionaban la utilidad de numerosos proyectos de la WPA, donde participaban artistas, pintores o escritores, condenando que el gobierno federal gastase recursos en tales actividades (como contratar literatos desempleados para escribir guías turísticas de cada Estado de la Unión, o contratar artistas sin trabajo para decorar masivamente edificios públicos). En tales discusiones la WPA era comparada desfavorablemente con la Public Works Administration (PWA), considerada más eficaz en sus programas de lucha contra el desempleo.
El WPA, no obstante, desapareció el 30 de junio de 1943, tras haber generado ocho millones de empleos temporales. La decisión gubernamental de poner fin al programa se debía a que la participación estadounidense en la Segunda Guerra Mundial había eliminado gran parte del desempleo existente por la enorme demanda de trabajadores en la industria militar y actividades conexas, lo cual hacía inútil al WPA.

## Trabajos de investigación sobre el WPA
- Jim Crouch, "The Works Progress Administration" Eh.Net Encyclopedia (2004)
- Hopkins, June. "The Road Not Taken: Harry Hopkins and New Deal Work Relief" Presidential Studies Quarterly Vol. 29, (1999)
- Howard; Donald S. The WPA and Federal Relief Policy (1943), detailed analysis of all major WPA programs.
- Lindley, Betty Grimes and Ernest K. Lindley. A New Deal for Youth: The Story of the National Youth Administration (1938)
- McJimsey George T. Harry Hopkins: Ally of the Poor and Defender of Democracy (1987)
- Meriam; Lewis. Relief and Social Security The Brookings Institution. 1946. Highly detailed analysis and statistical summary of all New Deal relief programs; 900 pages
- Millett; John D. and Gladys Ogden. Administration of Federal Work Relief 1941.
- Rose, Nancy E. Put to Work (Monthly Review Press, June 1994, ISBN 0-85345-871-5)
- Singleton, Jeff. The American Dole: Unemployment Relief and the Welfare State in the Great Depression (2000)
- Smith, Jason Scott. Building New Deal Liberalism: The Political Economy of Public Works, 1933-1956 (2005)
- Williams; Edward Ainsworth. Federal Aid for Relief 1939.